# NGC 2961
NGC 2961 је спирална галаксија у сазвежђу Велики медвед која се налази на NGC листи објеката дубоког неба.
Деклинација објекта је + 68° 36' 33" а ректасцензија 9h 45m 22,3s. Привидна величина (магнитуда) објекта NGC 2961 износи 14,9 а фотографска магнитуда 15,7. NGC 2961 је још познат и под ознакама NGC 2959A, MCG 12-9-63, CGCG 332-63, KCPG 211B, PGC 27958.